# Depot von Bennewitz
Das Depot von Bennewitz (auch Gröbers-Bennewitz I) ist einer der bedeutendsten Depotfunde der frühbronzezeitlichen Aunjetitzer Kultur. Es datiert in die Zeit zwischen 2000 und 1700 v. Chr. Das Depot wurde 1879 beim Pflügen auf einem Acker in Bennewitz, heute Teil der Gemeinde Kabelsketal (Saalekreis, Sachsen-Anhalt), in einem Tontopf gefunden. Der Topf ist nicht mehr erhalten. Das Depot umfasst 297 Randleistenbeile derselben Machart. Zusammengenommen wiegen die Fundstücke ca. 70 kg. Die Beile sind augenscheinlich nie verwendet worden.
Das Depot ist heute auf mehrere Sammlungen verteilt. 200 Beile gelangten ins Museum für Vor- und Frühgeschichte nach Berlin, 36 ins Landesmuseum für Vorgeschichte nach Halle (Saale) und 14 ins Landesmuseum für Vorgeschichte nach Dresden. Einzelne Beile befinden sich zudem im Kulturhistorischen Museum in Magdeburg, in den Regionalgeschichtlichen Sammlungen der Lutherstadt Eisleben, im Braunschweigischen Landesmuseum in Braunschweig, im Germanischen Nationalmuseum in Nürnberg und im Archäologischen Museum in Krakau.
Die nähere Umgebung des Fundortes ist äußerst reich an Funden der Aunjetitzer Kultur. Westlich bei Dieskau wurden drei weitere bedeutende Depots (I, II und III) entdeckt. Weiterhin befanden sich hier mehrere (im 19. Jahrhundert weitgehend abgetragene) Grabhügel, darunter der Bornhöck bei Raßnitz, der Grabhügel von Dieskau und der Hallberg zwischen Benndorf und Osmünde.